# Uniwersytet w São Paulo
Uniwersytet w São Paulo, Universidade de São Paulo (USP) – brazylijska uczelnia z siedzibą w São Paulo.

## Historia
Jest najstarszym i największym uniwersytetem w Brazylii. Jego początki datuje się na 1832 rok, kiedy powstała szkoła prawnicza (Faculdade de Direito da Universidade de São Paulo). 25 stycznia 1934 gubernator stanu São Paulo Armando de Salles Oliveira wydał dekret założycielski Uniwersytetu w São Paulo, a Wydział Prawa był jego pierwszą jednostką. Dwie inne, które utworzyły placówkę, to Wydział Rolnictwa (Escola Superior de Agricultura Luiz de Queiroz) oraz Szkoła Inżynierska (Escola Politécnica da Universidade de São Paulo). W 2017 w skład placówki wchodziło 29 wydziałów.
Uczelnia jest jedną z najbardziej prestiżowych w kraju. Podlega jej 70 bibliotek, 5 szpitali, a także 24 muzea i galerie, które rocznie odwiedza pół miliona osób. W 2011 liczba studentów wynosiła 88 962. W 2017 uniwersytet uplasował się na 1. pozycji w rankingu uczelni akademickich w Ameryce Łacińskiej.